# Isłamiej (miasto)
Isłamiej (ros. Исламей) – miasto w Rosji, w republice Kabardo-Bałkarii, zamieszkiwane przez ok. 11 tys. ludzi.